# あのねのねのオールナイトニッポン
あのねのねのオールナイトニッポンは、ニッポン放送制作の深夜放送オールナイトニッポンで放送された、あのねのね（清水國明・原田伸郎）がパーソナリティを務めたラジオ番組。

## 放送期間・放送時間
- 1973年7月 - 1973年9月 水曜日 25:00 - 29:00
- 1973年10月 - 1974年6月 土曜日 25:00 - 29:00
- 1974年10月 - 1975年1月1日・1976年4月 - 1976年9月 水曜1部 25:00 - 27:00

## 概要
1973年6月までのオールナイトニッポンは月曜日から土曜日まで毎日25:00から27:00までの『ビバカメショー』（パーソナリティ：亀渕昭信）と、同じく月～土の毎日27:00から29:00までの『ビバケンショー』（パーソナリティ：池田憲一）が放送されていたが、同年7月にこれを一新、あのねのねはその中の水曜日担当パーソナリティとしてオールナイトニッポン入りした。
当時の他の曜日のパーソナリティは、月曜日・小林克也、火曜日・泉谷しげる、木曜日・斉藤安弘、金曜日・カルメン、土曜日・岸部シロー
というメンバーであり、2部制がまだ無く、全曜日25:00 - 29:00の4時間放送であった。
あのねのねの起用は、ディレクターでもあった亀渕昭信の推薦もあったためといわれる。
第1回目の放送でカフを上げ忘れ、いきなり時報後の約5秒間音が出ず、慌てたディレクターの亀渕がスタジオに入って来て『カフ上げっ放しにしてろ』と言うようにゴムバンドでカフを固定したというハプニングが起こったということがあったが、その後もディレクターら関係者が始末書の山を築いたという伝説が残るほどお騒がせエピソードが多かった番組でもあった。
なお、1974年7月から同年9月まではあのねのねが全国コンサートツアーを行ったため、生放送が出来なくなるなどの理由で『番組は一時お休み』という形でオールナイトニッポンを離れた。そして当時水曜日に放送されていた『笑福亭鶴光のオールナイトニッポン』がその穴埋めという形で土曜日に移動して来た（※もともとは1974年1月から3ヶ月間、やはり同じく全国ツアーを優先させる意向からあのねのねが番組の名義はそのまま保留する形で番組を離れた際に、そのピンチヒッターが務めたのが笑福亭鶴光であり、その際の番組進行ぶりが評価されたことから、4月より鶴光は水曜担当のパーソナリティーに昇格した、という経緯を持つ）。その後、11年間番組が続くほどの大きな人気が出たことで10月以降も鶴光は土曜日に留まり、あのねのねは元の土曜日に戻ることが出来なかった（10月からは水曜1部へ）。
1997年のナイターオフ時にはオールナイトニッポン30周年を記念して月～金の19・20時台で「オールナイトニッポンDX」が放送されたが、火曜担当パーソナリティとして原田伸郎が起用され『ねのねのオールナイトニッポンDX』として半年間にわたり事実上の番組復活となった。

なお、この番組内で「リスナーみんなでお金を出し合って、日本武道館を借りて遊ぼう」という名目の企画で実現したのが、1998年に行われた日本武道館会議室でのコンサートである。
2008年2月23日、『俺たちのオールナイトニッポン40時間スペシャル』の中の15:00～17:00の時間において一日限りの復活放送が行われた。

## 主なエピソード・お騒がせ企画
（出典：）

### 始発の山手線大パニック
1973年12月、あのねのねの二人が「始発の山手線に乗って朝の東京を見たい」という希望を放送で話したことから、実際に山手線に乗ることになった。しかしこの時にはいつどこから何時何分の電車に乗るとは一切言っていなかった。あのねのねとスタッフたちは新橋駅から山手線内回り（東京・上野方面）に乗車。その後、各駅ごとに放送を聴いて駆け付けていたリスナーの大群が乗車し続けてすぐに二人の乗る車両は満員になり、更に二人を探そうと電車内を移動したりホームを走ったりする大騒ぎの状態がその後も続いた。電車が大塚駅に入ろうとした頃、車内はついに極限状態に達し、あちこちで窓ガラスが割れるなどのトラブルが起き始めたためこれ以上は危険と判断してあのねのねとスタッフたちは脱出、車掌はリスナーの大群が出られないようにあのねのねの脱出と同時にドアを閉めようとしたようだが閉められず、数百人の大群が一気にホーム上へ飛び出し、改札も無視して更に二人を追いかける状態となった。最後に二人を乗せて逃がしたのは、たまたまこの放送を聴いていたタクシーの運転手だった。

### 時報クイズ
午前2時の時に、実際の時報の音を使ってこれを三回繰り返し、「さて本当の時報の音はどれでしょう」というクイズを出していた時があったが、放送法に抵触する恐れもあり、局の上層部から大目玉を食らうこととなってしまった。このクイズは『ガム島すてきなタビクイズ』と銘打たれて行われており、「グアム島の旅」かと思いきやプレゼントはガム10（ガムトオ）個とフクスケの足袋（タビ）だったというオチ。この他午前2時過ぎには色々な企画でクイズコーナーが行われ、リスナーへのプレゼントは「ホンダのナナハン」と見せかけて本田と彫られたはんこ（印章）が7本贈られたということもあった。

### 警視庁に自首電話
「夜中のこの時間に働いている人たちにあいさつしよう」と思い立ち、生放送中のある時に警視庁に電話をかけ、そこであのねのねの二人は「これからスケベなこと喋りますんで逮捕してください」というようなことを話していた。対応者は笑っていたという。

### 5月5日の“たけ”くらべ
1974年5月5日の放送で、童謡『背くらべ』になぞらえた企画としてやったのが、男性リスナーに、勃たせたナニで障子の紙を破ってもらい、その音を電話口で聴かせるというもの。これに全国のPTAや当時オールナイトニッポンをネットしていた各局からも沢山の抗議が殺到し、結局この企画は以後行われることは無かった。

### せんだみつおのセイ!ヤング生放送乱入
1976年に水曜1部に出演した当時裏番組だった『せんだみつおのセイ!ヤング』を乗っ取ってやろうと、乱入前の放送には録音した清水の声に原田が掛け合い、いかにも生でトークをしているように見せかけた放送を流し、乱入の決行時に文化放送の前で待機していた清水の喋りが生放送に変わるという仕掛けを行った。結局せんだは乱入してきた清水にマイクを取られ、この計画は成功しニッポン放送、文化放送両局で同じ放送が流れることとなった。この他にもせんだに同じ曲をかけるように促しても、あのねのねの方では曲をかけず『引っ掛かったなー』などとやり取りする場面もあったという。当時せんだはニッポン放送でも土曜日の夜に『燃えよせんみつ足かけ二日大進撃』という番組のレギュラーを持っていた。なお、この模様は音源の一部がオールナイトニッポン35周年記念アルバム『ON AIR オールナイトニッポン パーソナリティーズヒッツ』（ポニーキャニオン）のDisc3の9トラック目に収録されており、このCDで聴くことが出来る。

### ロッキード社、FENへ生電話
（出典：）
同じく1976年の水曜1部時代、ロッキード事件で世の中の話題が持ちきりだった当時、小型飛行機を注文しようとロッキード社に国際電話。最初はあのねのねの二人がアメリカ人の担当者を相手に話していたが、途中から本番組の構成作家を務めていた景山民夫が英語で対応。まずパンフレットの送付を依頼（その後実際にパンフレットが届く）、次にスイスの銀行に受け入れ口の口座を作ろうとするも、当時の読売新聞に「ロッキード社は疑惑で問題になっているのに、そこへ電話をかけるとはけしからん」などという、これに対する抗議の投書が掲載されて結局以後は中止になったという。
その後続いて、自分たちあのねのねの曲をかけてもらうようFEN（現・AFN）にリクエストの電話。結果、実際にあのねのねの曲がFENからフルコーラスで流れ、これは成功となった。

### 金冷法
ある日、リスナーから『金玉を冷やす“金冷法”を試してほしい』というはがきが届き、二人はこれに応えて局内の風呂付きの宿直室にマイクを持ち込んで放送することになり、浴槽に熱湯を張って浸かったあと冷水で股間だけを冷やし、熱さと冷たさの感じ分けを楽しむだけという放送をしていたことがあった。この他にも放送中に喋りに詰まったり面白くなくなると、スタジオで全裸になり、二人で陰茎を叩き合ってどっちが硬く聴こえるかということを競っていたことがあり、『いつもスタジオに縮れ毛が落ちていた』ということを原田が語っていたことがあった。

### その他
- 当時（1974年）はストリーキングが日本にも現れたとして大きな話題となり、あのねのねの二人もこれに便乗するように、本番組の生放送前に実際にストリーキングを敢行し、ニッポン放送局舎の周り（この中には丸の内警察署も含まれる）を全裸で走り回ったことがあった。